# نهائي بطولة الأندية الآسيوية 2000–01
نهائي بطولة الأندية الآسيوية 2000–01 (دوري أبطال آسيا حالياً) هي مباراة كرة قدم لعبت بين نادي سوون سامسونغ بلووينغز الكوري الجنوبي ونادي وجوبيلو إيواتا الياباني وإنتهت المباراة بفوز سوون سامسونغ بلووينغز بنتيجة 1-0. ليتوّج سوون سامسونغ بلووينغز بطلاً لبطولة الأندية الآسيوية للمرة الأولى في تاريخه.

## تفاصيل المباراة
| سوون سامسونغ بلووينغز | 1–0 | جوبيلو إيواتا |
| --------------------- | --- | ------------- |
| ساندرو كاردوسو 15'    |     |               |

## البطل
| بطولة الأندية الآسيوية 2000–01 سوون سامسونغ بلووينغز اللقب الأول |

## وصلات خارجية
- بطولة الأندية الآسيوية 2001 على RSSSF.com